# Anatoli Issajewitsch Kudrjawizki

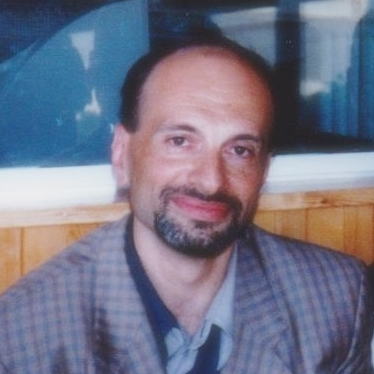
Anatoli Kudrjawizki (2001)

Anatoli Issajewitsch Kudrjawizki (russisch Анатолий Исаевич Кудрявицкий, wiss. Transliteration Anatolij Isaevič Kudrjavickij; * 17. August 1954 in Moskau) ist ein russisch-irischer Schriftsteller und Übersetzer. 

## Leben und Werk
Leben
Anatoli Issajewitsch Kudrjawizki ist ein russisch-irischer Schriftsteller, Dichter und Übersetzer. Nach seinem Studium der Medizin in Moskau wandte er sich der Literatur zu und begann seine schriftstellerische Karriere Ende der 1980er Jahre. Seine erste Erzählung erschien 1989. Seit 1990 arbeitet Kudrjawizki als freier Autor und Herausgeber literarischer Zeitschriften. Zu seinen Tätigkeiten gehörte unter anderem die Herausgabe von „Strelets“ und „Inostrannaja Literatura“ (Ausländische Literatur).
Von 1998 bis 1999 war Kudrjawizki Präsident des russischen Dichterverbands unter Schirmherrschaft der UNESCO. 1999 zog er nach Deutschland und lebte bis 2002 in Mühlheim am Main. Anschließend ließ er sich in Dublin, Irland, nieder, wo er bis heute lebt und arbeitet.
Werk
Kudrjawizki schreibt Lyrik auf Russisch und Englisch sowie Prosa auf Russisch. Seine Werke zeichnen sich durch eine surrealistische und satirische Perspektive auf das moderne russische Zeitgeschehen aus. Er ist Herausgeber der „Shamrock Haiku“-Zeitschrift und hat zahlreiche Gedichtbände sowie Romane veröffentlicht. Seine Werke wurden in mehrere Sprachen übersetzt, darunter Englisch, Rumänisch und Italienisch.
Auszeichnungen
Kudrjawizki wurde international für seine Lyrik ausgezeichnet. 2008 erhielt er den Suruga-Baika-Preis für Poesie der Daichuji Baika Gesellschaft (Japan). 2012 wurde ihm der Vladimir-Devidé-Preis für Haiku der Asiatischen Konferenz für Literatur und Bibliothekswesen (LibrAsia, Japan) verliehen.
Sonstiges
Seine Tochter Yulia Kudryavitskaya hat Übersetzungen seiner Gedichte ins Deutsche veröffentlicht.

## Romane
- «Истории из жизни сыщика Мыллса» (“Die Fallsammlung von Inspektors Mylls”. Moskau, Zakharov Verlag, 2008) ISBN 978-5-8159-0875-8.
- «Летучий голландец» (“Der Fliegende Holländer”. Moskau, Text Verlag, 2013) ISBN 978-5-7516-1178-1.
- «Игра теней в бессолнечный день» ("Schattenspiel auf einem sonnenlosen Tage". Moskau, Text Verlag, 2014) ISBN 978-5-7516-1232-0 Englisch-Übersetzung in "DisUNITY", Selected Novels by Anatoly Kudryavitsky. London, Glagoslav Publications, 2013, ISBN 978-1-78267-106-0.
- «Парад зеркал и отражений» (“Eine Parade der Spiegel und der Reflexionen”. Kurzroman und Novellen. Moskau, Text Verlag, 2017) ISBN 978-5-7516-1410-2

Englisch-Übersetzung in "DisUNITY", Selected Novels by Anatoly Kudryavitsky. London, Glagoslav Publications, 2013, ISBN 978-1-78267-106-0.

## Novellen
- Dream. After Dream. Kurze Romane (in englischer Übersetzung). Honeycomb Press, Dublin - New York, 2011. ISBN 978-1-4478-6503-2.
- Поездка в Где-нас-нет (Eine Reise in unerforschte Gebiete). Novellen und Kurzgeschichten. Elephant Publishing, New Jersey, USA, 2011 ISBN 978-1-257-68299-7.

## Gedichtbände
Auf Russisch
- «Осенний корабль» (“Das Schiff vom Herbst”, Moskau, 1991)
- «Запечатаные послания» (“Besiegelte Nachrichten”, Moskau, 1992)
- «Звезды и звуки» (“Die Sterne und Geräusche”, Moskau, 1993)
- «В белом огне ожиданья» (“In der weißen Flamme zu warten”, Moskau, 1994)
- «Поле вечных историй» (“Das Feld von ewigen Geschichten”, Moskau, 1996)
- «Граффити» (Graffiti, Moskau, 1998)
- «Книга для посетителей» („Das Gästebuch“, Moskau, 2001)
- «Голоса Хроноса» (“Stimmen von Chronos”, ausgewählte Gedichte. Dublin, 2011) ISBN 978-1-4478-6279-6.
- «Ветер зеленых звезд» (“Der Wind von den grünen Sternen”, neue und ausgewählte Gedichte. - DOOS, Moskau, 2015) ISBN 978-5-9906507-5-6.
- «Книга гиммиков, или Двухголовый человек и бумажная жизнь» (“Der zweiköpfige Mann und das Papierleben”; Evgeny Stepanov Verlag, Moskau, 2017) ISBN 978-5-91865-463-7

Auf Englisch
- Shadow of Time (Goldsmith Press, Newbridge, Irland, 2005) ISBN 1-870-49113-0.
- Morning at Mount Ring (Doghouse Books, Tralee, Irland, 2007) ISBN 978-0-9552003-5-9.
- Capering Moons  (Doghouse Books, Tralee, Irland, 2011) ISBN 978-0-9565280-2-5.
- Horizon (Red Moon Press, Vereinigte Staaten von Amerika, 2016). ISBN 978-1-936848-66-9
- Stowaway (SurVision Books, Dublin, Irland, 2018) ISBN 978-1-9995903-4-5
- The Two-Headed Man and the Paper Life (Mad-Hat Press, Cheshire, Massachusetts, Vereinigte Staaten von Amerika, 2019). ISBN 978-1-941196-87-8
- Ten Thousand Birds: Neues und ausgewähltes Haiku und Haibun (Cyberwit Press, Indien, 2020) ISBN 978-93-90202-25-6

Auf Rumänisch
- Bărbatul cu două capete și viața de hârtie (Der zweiköpfige Mann und das Papierleben; Übersetzungen aus dem Englischen). Editura Revers, Rumänien, 2017. ISBN 978-606-41-0277-5.

Auf Italienisch
- Scultura involontaria (zweisprachiges Englisch / Italienisch). Übersetzungen von Anna Belozorovitch und Maria Grazia Calandrone. Casa della poesia, Italien, 2020. ISBN 978-88-86203-97-5

## Anthologien übersetzter Gedichte
- A Night in the Nabokov Hotel: 20 Contemporary Poets from Russia (Dedalus Press, Irland, 2006) ISBN 1-904556-55-8.
- Coloured Handprints: 20 Contemporary German-Language Poets. (Dedalus Press, Irland, 2015) ISBN 978-19102511-1-9.
- The Frontier: 28 Contemporary Ukrainian Poets. An Anthology. (Glagoslav Publications, England, 2017) ISBN 978-19114144-8-3
- Mirror Sand: An anthology of Russian Short Poems in English Translation. (Glagoslav Publications, England, 2018) ISBN 978-19114147-2-8
- Accursed Poets: Dissident Poetry from Soviet Russia 1960-80 (Smokestack Books, UK, 2020) ISBN 978-191613929-9